# Kasala! (película de 2018)

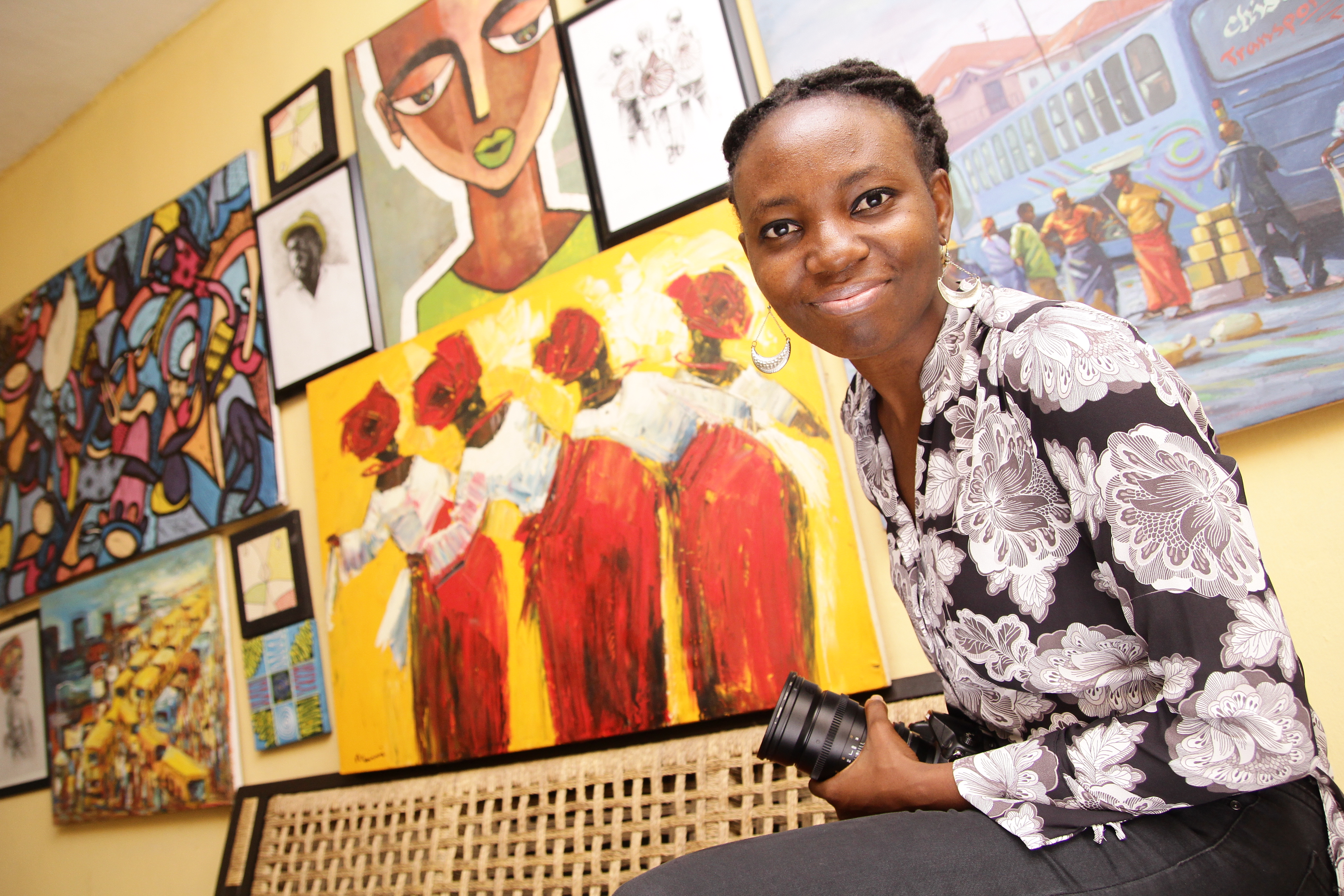
Ema Edosio, directora de Kasala!

Kasala! es una película dramática de comedia nigeriana de 2018 dirigida por Ema Edosio. La película está protagonizada por Gabriel Afolayan, Judith Audu, Emeka Nwagbaraocha, Jide Kosoko y Sambasa Nzeribe. Se estrenó el 12 de octubre de 2018 y en Netflix el 31 de enero de 2020.

## Sipnosis
El tema de la película gira en torno a un niño Tunji (Emeka Nwagbaraocha), un joven de lengua rápida, que junto con sus amigos Chikodi, Effiong y Abraham consiguieron el vehículo de su tío para moverse por la calle en un Joyride. Pero las cosas van mal cuando chocan el vehículo y tienen solo 5 horas para reunir 20.000 Nairas y reparar el vehículo antes de que el tío de Tunji regrese del trabajo.

## Reparto
- Emeka Nwagbaraocha como Tunji
- Tomiwa Tegbe como Effiong
- Chimezie Imo como Abraham
- Kassim Abiodun como el tío de Tunji
- Jide Kosoko como el jefe del tío
- Gabriel Afolayan como lavandero
- Mike Afolarin como Chikodi